# Martinsyde F.1
El Martinsyde F.1 fue un caza biplano biplaza británico diseñado y construido por Martinsyde Limited; sólo se construyeron dos prototipos.

## Diseño y desarrollo
El F.1 fue diseñado como un caza para el Real Cuerpo Aéreo y era un gran biplano tractor propulsado por un motor de pistón Rolls-Royce Mk III de 186 kW (250 hp). Tenía dos cabinas abiertas en tándem con inusualmente el observador delante y el piloto detrás. Se recortó una abertura rectangular en el ala superior sobre la cabina del observador, que le permitiría usar un arma. Fue probado en Martlesham Heath en julio de 1917, donde demostró un buen manejo, pero fue criticado por la incómoda disposición de la tripulación. No se ordenó su producción y solo se construyó un prototipo (de los dos encargados). Continuó utilizándose en Farnborough hasta después del final de la guerra.

## Especificaciones
Referencia datos: War Planes of the First World War: Volume 1 Fighters

### Características generales
- Tripulación: Dos (piloto y observador)
- Longitud: 8,9 m (29,1 ft)
- Envergadura: 13,6 m (44,5 ft) (superior); 13,46 m (inferior)
- Altura: 2,6 m (8,5 ft)
- Superficie alar: 43,4 m² (467,2 ft²)
- Peso vacío: 997 kg (2197,4 lb)
- Peso cargado: 1479 kg (3259,7 lb)
- Planta motriz: 1× motor lineal V12 refrigerado por agua Rolls-Royce Mk III.
  - Potencia: 190 kW (262 HP; 258 CV)
- Hélices: De cuatro palas de paso fijo

### Rendimiento
- Velocidad máxima operativa (Vno): 176 km/h (109 MPH; 95 kt) a 190 m (6500 pies)
- Alcance: 3 h 45 min
- Techo de vuelo: 5000 m (16 404 ft)
- Tiempo a altitud: 13 min 40 s para 3050 m (10 000 pies)

### Armamento
- Ametralladoras: 

  - 1x Lewis de 7,7 mm flexible operada por el observador (posiblemente)